# Svenshög
Svenshög är ett bostadsområde i Arlöv i Burlövs kommun. I området finns förskola, låg- och mellanstadieskola samt vårdcentral och folktandvård.